# 北代镇
北代镇，原名北代乡，是中华人民共和国河北省衡水市武强县下辖的一个乡镇级行政单位。2023年1月撤乡设镇。

## 行政区划
北代镇下辖以下地区：
马庄村、前韩旺村、北代村、后西代村、杜林村、北平都村、前西代村、南平都村、南代村、前杨武寨村、后杨武寨村、东杨武寨村、孙村、尚北代村、苑庄村、后韩旺村、后刘堤村、樊堤村、西刘堤村、东刘堤村、解村、韩旺洼村、韩家庄村、栗家庄村、朱家庄村、留寺林村、青莲寺村、杨南召什村、樊沙洼村、葛沙洼村、吴沙洼村、张北召什村、张沙洼村、田沙洼村和王沙洼村。